# Артамонова, Зинаида Григорьевна
Зинаи́да Григо́рьевна Артамо́нова (27 июля 1940 — 22 сентября 2007) — передовик советского сельского хозяйства, оператор машинного доения отделения № 1 опытно-производственного хозяйства «Новоуральское» научно-производственного объединения «Колос», Таврический район Омская область, полный кавалер ордена Трудовой Славы (1990).

## Биография
Родилась в 1940 году в селе Абрамовка Павлоградского района Омской области. Позже вместе с семьёй переехала в Таврический район в посёлок Новоуральский. После окончания 9 класса общеобразовательной школы стала работать в совхозе. Первое время работала на свиноферме, затем трудилась телятницей, а потом перешла работать дояркой.
Постоянно демонстрировала передовые результаты в работе. Ежегодно от каждой коровы получала более 4000 килограммов молока. Была участницей выставок достижений народного хозяйства.
Указом Президиума Верховного Совета СССР от 20 декабря 1976 года была награждена орденом Трудовой Славы III степени.
Указом Президиума Верховного Совета СССР от 12 марта 1982 года была награждена орденом Трудовой Славы II степени.
Указом Президиума Верховного Совета СССР от 12 ноября 1990 года за успехи, достигнутые при выполнении плана и социалистических обязательств, за разработку и внедрения новых технологий была награждена орденом Трудовой Славы I степени. Стала полным кавалером Ордена Трудовой Славы.
С 1996 года на пенсии.
Проживала в посёлке Новоуральский. Умерла 22 сентября 2007 года.

## Награды и звания
- Орден Трудовой Славы I степени (12.11.1990);
- Орден Трудовой Славы II степени (12.03.1982);
- Орден Трудовой Славы III степени (20.12.1976);
- Орден Трудового Красного Знамени;
- Заслуженный работник сельского хозяйства РСФСР;
- Почётный гражданин Таврического района (04.10.2004).